# Наумов, Владимир Георгиевич
Владимир Георгиевич Наумов (1876 — не ранее 1951)— советский военно-морской деятель, инженерный работник, преподаватель, заведующий кафедрой приборов управления стрельбой в Ленинградском электротехническом институте, профессор, инженер-полковник (1931), инженер-капитан 1-го ранга (1940).

## Биография
Родился в русской семье. В 1900 окончил Электротехнический институт. В 1913 — статский советник, преподаватель электротехники в кронштадтском учебно-артиллерийском отряде. Жена — Евгения Антоновна.
После Великой Октябрьской социалистической революции на воинской службе в РККФ, беспартийный.
В 1928 году был техническим директором телефоно-телеграфного завода имени А. А. Кулакова (бывший Электромеханический завод Н. К. Гейслер и К°). В этот период он упоминается в дневниках В. И. Вернадского как хлопотавший о чём-то за своего сына.
В феврале 1931 инженер-полковник В. Г. Наумов по Постановлению СНК СССР организовал в ЛЭТИ кафедру приборов управления стрельбой (ПУС) (кафедра № 42, современная кафедра вычислительной техники, ВТ) для подготовки инженеров-электромехаников по счётно-решающим автоматическим системам и приборам управления стрельбой. Это была первая в стране кафедра в гражданском вузе для подготовки инженеров — разработчиков средств вычислительной техники. В. Г. Наумов возглавлял кафедру до 1932 (на этой должности его сменил Сергей Артурович Изенбек).  
В годы Великой Отечественной войны являлся старшим преподавателем кафедры приборов управления стрельбой Военно-морской академии имени К. Е. Ворошилова.
Скончался не ранее 1 июня 1951 года.

### Звания
- Инженер-полковник.
- Инженер-флагман 3-го ранга (26 марта 1939);[9][10]
- Инженер-капитан 1-го ранга (8 июня 1940);[11]

### Награды
- Орден Ленина (1945);
- Орден Красного Знамени (1944);
- Юбилейная медаль «XX лет Рабоче-Крестьянской Красной Армии» (1938);
- Медаль «За победу над Германией в Великой Отечественной войне 1941—1945 гг.» (1945).

## Публикации
- Наумов В. Г. Задачник по электротехнике : (Руководство для класса гальванёров). 1908
- Наумов В. Г. Электротехника и применение её к судовой артиллерии : Руководство для Класса гальванёр. унтер-офицеров и гальванёров Учебно-арт. отряда Балт. флота. 1-2 / Инж.-электрик В. Г. Наумов. — Кронштадт : тип. т-ва «Кронштадтск. вестник» (И. Я. Лебедев и И. Л. Деморейх), 1911—1916. — 3 т.
- Наумов В. Г. Электротехника : (Общ. часть) : Арт. офицер. класс. 1913-14
- Наумов В. Г. Атлас чертежей к III части руководства «Электротехника и применение её к судовой артиллерии». 1916
- Наумов В. Г. Электротехника и применение её к судовой артиллерии : Рук. для класса гальванёр. унтерофицеров и гальванёров Учеб.-артил. отряда Балт. флота : [В 4-х ч.]. 1918. — 540 с.
- Наумов В. Г. Задачник по электротехнике : Рук. для класса гальванёров. 1918
- Наумов В. Г. Описание лабораторных работ по электротехнике. 1940
- Наумов В. Г. Электрооборудование артиллерийских систем / Воен.-мор. акад. кораблестроения и вооружения им. А. Н. Крылова. Кафедра. артил. установок. Ч. 1 : Дополнительные вопросы по общей электротехнике. — 1945. — 125 с.
- Наумов В. Г. Электрооборудование артиллерийских систем / Воен.-мор. акад. кораблестроения и вооружения им. А. Н. Крылова. Кафедра. артил. установок. Ч. 2 : Приборы и электрические схемы ручного и автоматического управления электродвигателями артустановок. — Ленинград : стеклогр. Воен.-мор. акад. кораблестроения и вооружения им. Крылова, 1947. — 79 с.